# Komitet Gospodarczy Rady Ministrów
Komitet Gospodarczy Rady Ministrów – jednostka organizacyjna Rady Ministrów istniejąca w latach 1981–1983, powołana dla  zapewnienia sprawnego kierowania gospodarką narodową w celu realizacji planów społeczno-gospodarczych oraz przywrócenia równowagi ekonomicznej i harmonijnego rozwoju kraju. Komitet był organem Rady Ministrów.

## Powołanie Komitetu
Na podstawie uchwały Rady Ministrów z 1981 r. w sprawie powołania Komitetu Gospodarczego Rady Ministrów ustanowiono Komitet.

## Zadania Komitetu
Do zadań Komitetu należało w szczególności:
- zapewnienie koordynacji podstawowych zadań wynikających z polityki społeczno-gospodarczej i narodowych planów społeczno-gospodarczych, ze szczególnym uwzględnieniem rynku wewnętrznego i sytuacji pieniężno-rynkowej, problematyki cen, handlu zagranicznego i bilansu płatniczego państwa, inwestycji, budownictwa i transportu,
- zapewnienie koordynacji działań zmierzających do rozwoju rolnictwa i gospodarki żywnościowej, ze szczególnym uwzględnieniem zapewnienia dla rolnictwa i przemysłu rolno-spożywczych dostaw środków produkcji oraz zwiększenia skupu produktów rolnych i poprawy salda obrotów artykułami rolno-spożywczego z zagranicą,
- zapewnienie koordynacji działań zmierzających do prawidłowego zaopatrzenia materiałowo-technicznego gospodarki z produkcji krajowej i importu, prawidłowego funkcjonowania więzi kooperacyjnych, zwiększenia wykorzystania lokalnych zasobów surowców i materiałów wtórnych, uzyskania postępu w oszczędnym zużycia paliw, energii, surowców i materiałów,
- koordynowanie i inicjowanie przedsięwzięć zapewniających rozwój współpracy gospodarczej z zagranicą, wzrost udziału Polski w międzynarodowym podziale pracy, rozwijanie integracji gospodarczej kraju z państwami RWPG, rozpatrywanie projektów ważniejszych umów i porozumień gospodarczych zawieranych z innymi krajami i organizacjami międzynarodowymi oraz ocena ich realizacji,
- analizowanie i inicjowanie przedsięwzięć i instrumentów ekonomiczno-finansowych oraz rozwiązań organizacyjno-prawnych zapewniających prawidłowy i harmonijny rozwój gospodarki oraz poprawę efektywności gospodarowania,
- rozpatrywanie informacji i analiz dotyczących realizacji zadań społeczno-gospodarczych przez naczelne, centralne i terenowe organy administracji państwowej oraz sytuacji społeczno-gospodarczej kraju i podejmowanie odpowiednich wniosków,
- rozpatrywanie i koordynacja ważniejszych problemów i przedsięwzięć  o charakterze międzyresortowym i międzywojewódzkim oraz projektów ich rozwiązań, w szczególności zmierzających  do usuwania występujących zagrożeń i trudności w realizacji zadań społeczno-gospodarczych,
- rozpatrywanie i koordynacja przedsięwzięć  dotyczących doskonalenia struktur organizacyjno-gospodarczych,
- rozpatrywanie projektów programów rozwoju gospodarki narodowej oraz opiniowanie dla Rady Ministrów projektów planu społeczno-gospodarczego i budżetu Państwa,
- rozpatrywanie wniosków wynikających ze spraw kierowanych do Rządu przez Sejm, Radę Państwa i NIK oraz podejmowanie odpowiednich przedsięwzięć zapewniających realizacje tych wniosków,
- rozpatrywanie innych spraw zleconych przez Radę Ministrów i Prezesa Rady Ministrów.

## Działania Komitetu
Komitet Gospodarczy Rady Ministrów:
- wydawał wytyczne i zalecenia, określał zadania, terminy, organy i instytucje odpowiedzialne za realizację tych zadań oraz oceniał ich wykonanie,
- przedstawiał Radzie Ministrów opinie, wnioski i projekty decyzji w sprawach o zasadniczym znaczeniu dla gospodarki narodowej,
- podejmował niezbędne ustalenia i inne środki dla zapewnienia wykonania powierzonych zadań,
- powoływał zespoły dla przygotowania określonych spraw,
- zlecał przeprowadzenie ekspertyz i badań,
- składał Radzie Ministrów okresowe sprawozdania ze swojej działalności.

## Skład Komitetu
W skład Komitetu wchodzili:
- Przewodniczący - wiceprezes Rady Ministrów,
- zastępca przewodniczącego - wiceprezes Rady Ministrów, przewodniczący Komisji Planowania przy Radzie Ministrów,
- sekretarz - podsekretarz stanu w Urzędzie Rady Ministrów,
- członkowie - ministrowie ważniejszych resortów.

## Zniesienie  komitetu
Na podstawie uchwały Rady Ministrów z 1983 r. w sprawie zniesienia Komitetu Gospodarczego Rady Ministrów zlikwidowano Komitet.